# ويلفريد فان موير
ويلفريد فان موير، من مواليد 1 مارس 1945، لاعب كرة قدم بلجيكي سابق، ومدرب كرة قدم بلجيكي.
لعب مع منتخب بلجيكا لكرة القدم.

## روابط خارجية
- ويلفريد فان موير على موقع الاتحاد الدولي (مؤرشف)  (الإنجليزية)
- ويلفريد فان موير على موقع الاتحاد الأوربي (الإنجليزية)
- ويلفريد فان موير على موقع الاتحاد البلجيكي (الإنجليزية)
- ويلفريد فان موير على موقع قاعدة بيانات كرة القدم.إي يو (الإنجليزية)
- ويلفريد فان موير على موقع ناشيونال فوتبول تيمز (الإنجليزية)
- ويلفريد فان موير على موقع عالم كرة القدم.نت (الإنجليزية)
- ويلفريد فان موير على موقع كووورة